# Zionskirche (Brooklyn)

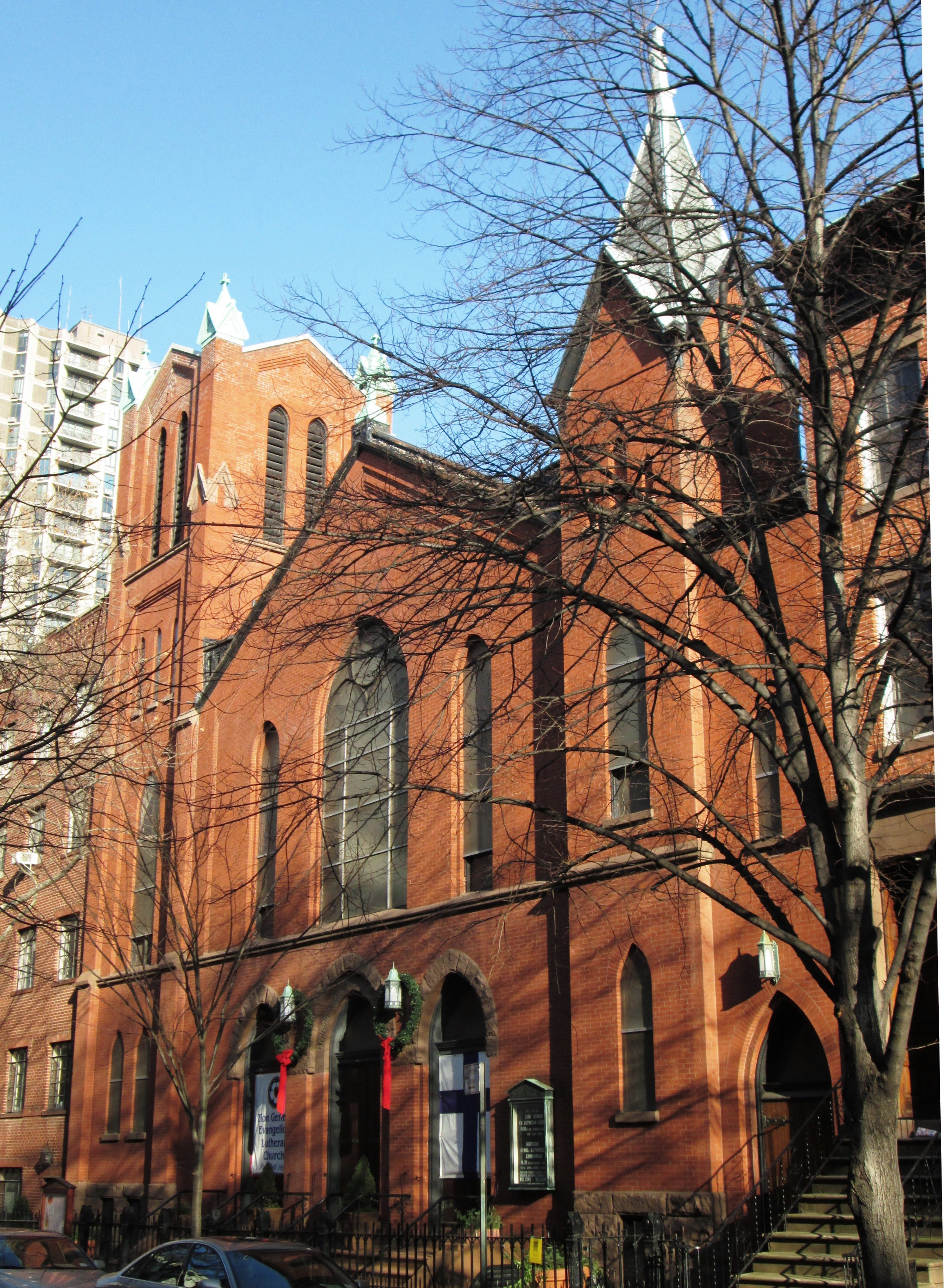
Zionskirche

Die Zionskirche ist eine evangelisch-lutherische Kirche in der Henry Street im New Yorker Stadtteil Brooklyn Heights.

## Lutheraner in New York
1624 landete Peter Minuit an der Spitze eines holländischen Geschwaders in Manhattan und soll zwei Jahre später die ganze Insel den Indianern für etwa 25 $ abgekauft haben. In dieser Kolonie gab es eine schwedisch-lutherische Gemeinde. 1649 wurden etliche Lutheraner bei dem Konsortium in Holland vorstellig und baten um die Entsendung eines lutherischen Predigers. Der Gouverneur der holländischen Kolonialregierung, Peter Stuyvesant, erlaubte allerdings nur Gottesdienste nach dem reformierten Bekenntnis. Der trotzdem 1657 entsandte Prediger Johannes Gutwasser aus Sachsen konnte sein Amt nur im Verborgenen ausüben; er hielt sich auf einer Farm in Newtown Creek auf Long Island versteckt, wurde dann doch verhaftet, auf ein Schiff gebracht und deportiert. Die Wendung kam 1664, nach dem die Engländer New York besetzen und völlige Glaubensfreiheit proklamierten. 1668 kam der lutherische Pastor Jakob Fabricius und begründete die Gemeinden in New York und Albany. Die Sprache der ersten Lutheraner in New York war „nedderdütsch“ oder „Dutch“. Die allermeisten lutherischen Kolonisten kamen aus Norddeutschland, wo bis 1648 Plattdeutsch Amts- und Kirchensprache war, sodass die Gottesdienste überwiegend in Plattdeutsch gehalten wurden. Durch weitere Zuwanderung von Lutheranern aus der Pfalz, Mittel - und Süddeutschland änderte sich die Sprache immer mehr zum Hochdeutschen. Als die deutsche Einwanderung nachließ, setze sich dann immer mehr die englische Sprache durch. 1827 zweigten sich die English Evangelical Lutheral Church of St. James und 1841 die Deutsche Evangelische Lutherische St. Pauls-Kirche von der Alten Kirche, die damals St. Matthäus Gemeinde hieß, ab. Der Pastor Carl F. E. Stohlmann (geboren in Kleinenbremen bei Bückeburg) hatte eine große Anziehungskraft. Er stellte die englischen Gottesdienste ein und ließ Galerien in die Kirche einbauen, weil die Zahl der Gläubigen durch weitere deutsche Einwanderung so zunahm. Er hielt auch wieder Gottesdienst in Plattdeutsch. In Brooklyn gab es viele Lutheraner, aber sie hatten noch keine eigene Gemeinde. Der Pastor Friedrich Wilhelm Tobias Steimle (* 21. Mai 1827 in Alzenberg bei Calw Württemberg) in Williamsburg wurde gebeten eine deutsche evangelisch-lutherische Gemeinde in Brooklyn zu gründen.

## Gründung der Gemeinde in Brooklyn
Pastor Steimle willigte ein und am 1. Adventssonntag November 1855 wurde ein Gottesdienst in Anwesenheit von 12 Personen in einer kleinen angemieteten Halle gehalten, da sie noch kein eigenes Kirchengebäude hatten. Dieser Tag gilt als Gründungstag dieser Gemeinde. Am 28. Mai 1856 wurde beschlossen, die Gemeinde solle „Deutsche Evangelisch-Lutherische Zions-Gemeinde“ heißen. Die Gemeinde wuchs schnell und es wurde eine größere Halle gemietet.

## Entwicklung der Gemeinde
Am 15. November 1856 wurden die fundamentalen Grundsätze der Gemeinde beschlossen. In der vorgenommenen Konstitution wurden die Worte „deutsch“ und „evangelisch-lutherisch“ erklärt und begründet. Die Gemeinde bekennt sich auf ewig zu den Lehren, die im Konkordienbuch von 1580 beschrieben sind und „Die Gemeinde verwaltet alle ihre Angelegenheiten für immer in deutscher Sprache, und das weltliche Vermögen derselben kann zu keinem andern Zwecke verwendet werden, als zur Aufrechterhaltung unserer Evangelischen-Lutherischen Zions-Gemeinde und des Gottesdienstes in deutscher Sprache.“ Beide Umstände sind nicht veränderbar.

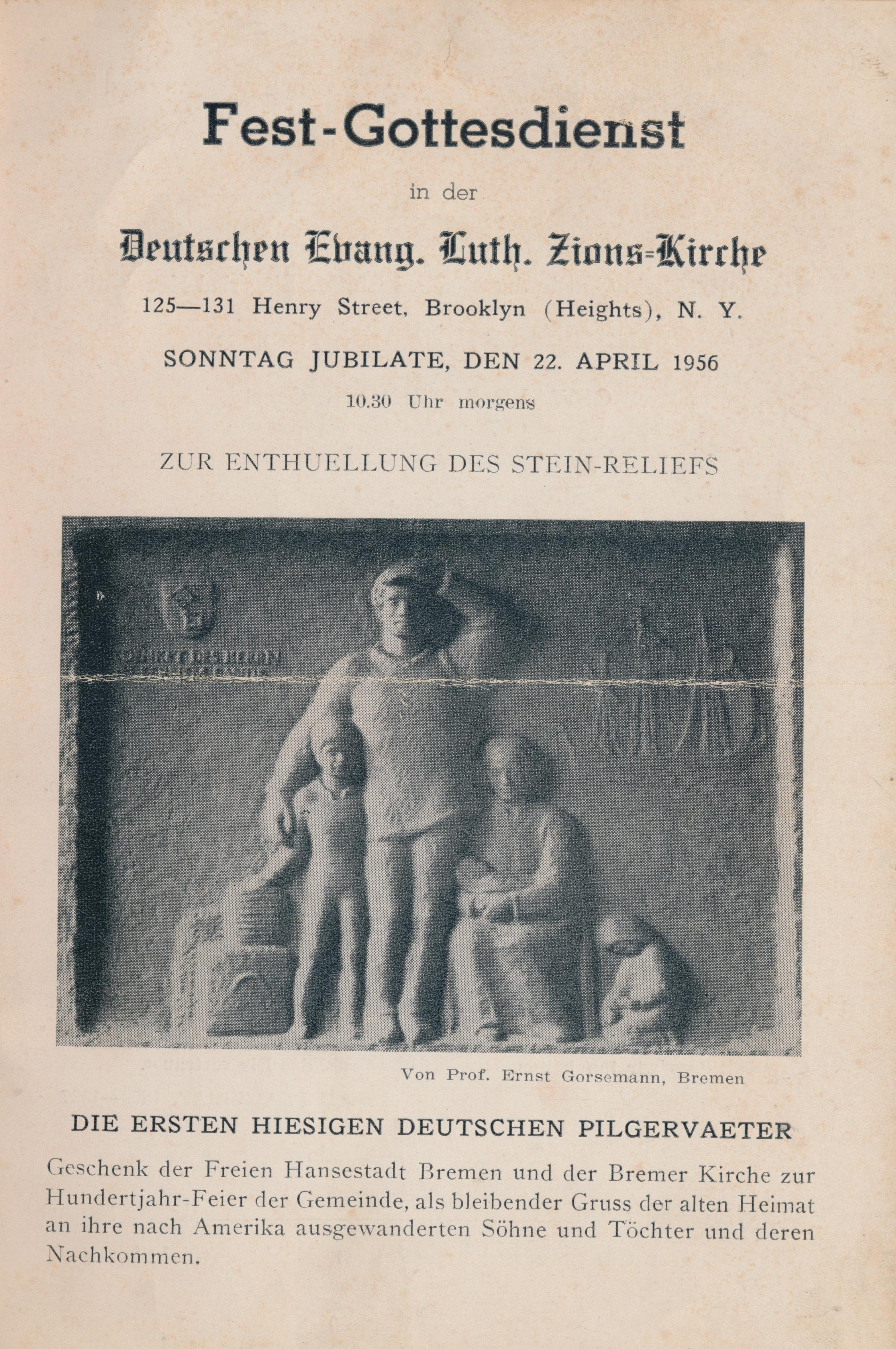
Stein Relief Ernst Gorsemann Programmheft

Am 27. November 1856 konnte sie das Gebäude an der Henry Street 125–131 kaufen. Dies war ursprünglich eine von einer holländischen reformierten Gemeinde 1839 erbaute Kirche, die inzwischen aber einige Jahre als Konzerthalle gedient hatte. Drei Tage später wurde die Kirche am 1. Advent durch den Gottesdienst von Pastor Steimle eingeweiht. Nach und nach wurde sie als würdiger kirchlicher Raum hergerichtet. Nach dem Tode von Pastor Steimle wählte die Gemeinde 1880 Pastor J. F. C. Hennicke (geboren in Langensalza) als Seelsorger. 1887 erhielt das Kirchengebäude eine neugotische Fassade. Nach dem Tode von Pastor Hennicke folgte 1889 Emil Conrad Johannes Kraeling (* 22. Oktober 1865 in Gemünden a.d.Wohra) als neuer Pastor. In seiner Amtszeit wurden weitere weitreichende Um- und Einbauten an der Kirche vorgenommen. 1901 wurde eine Orgel der Werkstatt Mueller & Abel (Opus 56) mit 2400 Orgelpfeifen eingebaut. Am 1. Advent 1905, zum fünfzigsten Jahresfest, war die Gemeinde schuldenfrei. Die beiden Söhne von Kraeling wurden ebenfalls Pastoren und der ältere, Emil Gottlieb Heinrich (* 13. April 1892) wurde 1913 als zweiter Pastor der Zionsgemeinde gewählt.
Nach dem Ende des Ersten Weltkrieges kamen wieder deutlich mehr deutsche Einwanderer; die Zahl der Gemeindemitglieder vergrößerte sich. Vater und Sohn gründeten in der Kirche einen Unter-Uns-Verein, in dem sich die neu Eingewanderten besser kennenlernen konnten. Es gab hochdeutsche und plattdeutsche Festabende, geleitet durch die aus Hamburg gekommene Gemeindeschwester Martha Riemer. Der Innenraum wurde restauriert, auch die Roland-Kanzel – ein Lesepult, in dem eine etwa 1,50 m große hölzerne Nachbildung des Bremer Rolands steht. Sie war ein Geschenk 1890 der Stadt Bremen an ehemalige Bürger, die in New York eine neue Heimat gefunden hatten. Auf der Kanzel liegt die Bibel in Plattdeutsch (gedruckt 1580). Zum 75. Jahrestag, am 1. Advent 1930, war die Kirche wieder Schuldenfrei. 1940 legten Vater und Sohn Kraeling ihr Amt nieder, und Heinrich Arend Kropp (* 24. Oktober 1892 in Nordseite, Ritterhude bei Bremen), der Pastor an der deutschen St. Pauls Kirche in New York war, wurde als neuer Pastor gewählt. Kropp hatte bereits regelmäßig als Gastprediger plattdeutsche Predigten gehalten. Dies behielt er bei. Zur Vorbereitung der Hundert-Jahr-Feier 1955 wurden umfangreiche Renovierungen vorgenommen. Der Senat der Freien und Hansestadt Bremen hatte 1955 beschlossen, der Gemeinde ein Relief-Bild aus gebranntem Ton, die deutschen Pilgerväter darstellend, zu schenken. Ernst Gorsemann wurde damit beauftragt. Das Relief war zur Hundert-Jahr-Feier, die am 1. Advent, den 27. November 1955, stattfand, nicht fertig geworden. Am 22. April 1956 fand ein Festgottesdienst mit der Enthüllung des Stein-Reliefs in der Vorhalle der Kirche durch Pastor Kropp statt. Er verstarb am 30. Juli 1956.
In der Zionskirche werden weiterhin auch deutschsprachige Gottesdienste abgehalten.
Die Gemeinde befindet sich seit langem in einer Auseinandersetzung mit der Metropolitan Synode der Evangelical Lutheran Church in America (ELCA), die auch vor Gericht ausgetragen wird. Der Oberste Gerichtshof des Staates New York (Supreme Court of the State of New York) entschied am 16. August 2023 zugunsten der ELCA.